# Pemex
Petróleos Mexicanos (Petrolis Mexicans) o Pemex és l'empresa petroliera pública de Mèxic. Pemex és l'empresa pública encarregada d'administrar la recerca, explotació i venda del gas i petroli a Mèxic, així com de la refinació i distribució dels productes que se'n deriven. Nacionalitzada el 1938, pel president Lázaro Cárdenas, i en fer ús de l'article 27 de la constitució de Mèxic, que declara que els recursos minerals són propietat de la nació, Pemex en l'actualitat és el sisè productor de petroli més gran del món, amb 3,7 milions de barrils diaris, i l'empresa més gran (publica o privada) de l'Amèrica Llatina, i la novena més gran del món, amb vendes superiors als 86.000 milions de dòlars a l'any, xifra superior fins i tot al Producte interior brut d'alguns països de la regió. En termes de producció total, el 2007 Pemex era el sisè productor més gran del món—el 2003 havia estat el tercer,—superior a Kuwait o Veneçuela.
La companyia, tanmateix, ha de cedir un percentatge considerable de les seves rendes—gairebé el 62% de les seves vendes—en impostos a la nació, els quals són un dels recursos importants del govern. Alguns crítics han considerat que amb aquests impostos, i la protecció constitucional que impedeix la participació privada i la inversió estrangera en la indústria petroliera mexicana, la companyia podria col·lapsar-se. Tot i ser rellevant en el pressupost del govern, la seva contribució al Producte interior brut mexicà ara és mínima; el 1980 les exportacions petrolieres representaven el 61,6% de les exportacions totals, el 2000 només en representaven el 7,3%.